# Abderrahman Samba
Abderrahman al-Mmoubarrake Samba al-Saleck (arabisch عبد الرحمن سامبا, * 5. September 1995 in Saudi-Arabien) ist ein katarischer Hürdenläufer aus Saudi-Arabien, der sich auf den 400-Meter-Hürdenlauf spezialisiert hat und seit 2016 international für Katar startberechtigt ist. Er ist aktuell Inhaber des Asienrekordes über 400 Meter Hürden und gewann 2019 eine Bronzemedaille bei den Weltmeisterschaften in Doha. Zudem siegte er bei den Asienspielen und Asienmeisterschaften und zählt damit zu den erfolgreichsten Leichtathleten seines Landes.

## Sportliche Laufbahn
Abderrahman Samba trat bei internationalen Meetings erstmals 2016 in Erscheinung, er stellte dabei Bestleistungen von 21,17 s über 200 und 46,04 s über 400 Meter auf. Auch hatte er in Doha als Teil einer katarischen 4-mal-400-Meter-Staffel seinen ersten Auftritt bei der IAAF Diamond League. 2017 trat er ausschließlich im 400-Meter-Hürdenlauf an und bekam nach einer Verbesserung seiner Bestleistung auf 48,31 s in seinem zweiten Rennen und zwischenzeitlicher Weltjahresbestleistung seinen ersten Einzelstartplatz in der IAAF Diamond League. In Doha setzte er sich unter anderem gegen den Olympiasieger des Vorjahres Kerron Clement und den Weltmeister von 2015 Nicholas Bett durch und gewann in 48,44 s. Er qualifizierte sich auch für die Weltmeisterschaften in London, bei denen er das Finale erreichte und dort in 49,74 s den siebten Platz belegte, nachdem er in aussichtsreicher Position an der letzten Hürde hängengeblieben und hinter das Feld zurückgefallen war.
2018 nahm er an den Hallenasienmeisterschaften in Teheran teil und gewann dort mit der katarischen 4-mal-400-Meter-Staffel die Goldmedaillen. Im Freien verbesserte er zunächst seine Bestleistung über 400 Meter auf 45,47 s und später im Hürdenlauf auf 47,48 s, womit er Platz 14 der ewigen Bestenliste belegte und die schnellste Zeit seit acht Jahren lief. Beim Meeting de Paris am 30. Juni 2018 lief er die 400 Meter Hürden in 46,98 s und unterbot damit als zweiter Mensch nach Weltrekordhalter Kevin Young die 47-Sekunden-Marke. Ende August nahm er erstmals an den Asienspielen in Jakarta teil und siegte dort im Hürdenlauf mit neuem Spielerekord von 47,66 s vor dem Inder Ayyasamy Dharun. Am Schlusstag der Spiele gewann er auch mit der katarischen Staffel mit neuem Asienrekord von 3:00,56 min Gold vor Indien und Japan. 2019 siegte er bei den Asienmeisterschaften in Doha mit neuem Meisterschaftsrekord von 47,51 s und erhielt damit ein Freilos für die Weltmeisterschaften ebendort im Oktober. Zudem gewann er mit der Staffel in 3:03,95 min die Bronzemedaille hinter den Teams aus Japan und China. Bei den Weltmeisterschaften gelangte er bis in das Finale, in dem er in 48,03 s die Bronzemedaille hinter dem Norweger Karsten Warholm und Rai Benjamin aus den Vereinigten Staaten gewann. 2021 siegte er in 48,56 s bei den FBK Games und nahm anschließend an den Olympischen Spielen in Tokio teil und klassierte sich dort mit Saisonbestleistung von 47,12 s im Finale auf dem fünften Platz.
Verletzungsbedingt musste er die Saison 2022 und große Teile 2023 ausfallen lassen. Bei den Asienspielen in Hangzhou siegte er jedoch in 48,04 s über 400 Meter Hürden und gewann in 3:02,05 min gemeinsam mit Ashraf Hussen Osman, Ismail Doudai Abakar und Bassem Hemeida die Silbermedaille hinter dem indischen Team. Im Jahr darauf siegte er in 47,97 s beim Meeting Madrid, ehe er bei den Olympischen Sommerspielen in Paris mit 47,98 s auf im Finale auf den sechsten Platz gelangte. Anschließend wurde er bei Weltklasse Zürich in 47,58 s Zweiter, wie auch beim Memorial Van Damme in 48,20 s. 2025 siegte er in 48,77 s bei den Arabischen Meisterschaften in Oran und stellte damit einen neuen Meisterschaftsrekord auf. Anschließend sicherte er sich bei den World Athletics Relays in Guangzhou mit der 4-mal-400-Meter-Staffel einen Startplatz bei den Weltmeisterschaften in Tokio. Kurz darauf siegte er bei den Asienmeisterschaften in Gumi in 48,00 s zum zweiten Mal über 400 m Hürden und gewann auch im Staffelbewerb in 3:03,52 min gemeinsam mit Bassem Hemeida, Hatim Aït Oulghazi und Ammar Ismail Yahia Ibrahim die Goldmedaille.

## Persönliche Bestzeiten
- 200 Meter: 21,17 s (+1,5 m/s), 8. Juni 2016 in Barcelona
- 400 Meter: 44,60 s, 9. April 2019 in Pretoria
- 400 m Hürden: 46,98 s, 31. Mai 2018 in Rom (Asienrekord)